# Завршје (Трбовље)
Завршје (словен. Završje) је насељено место у општини Трбовље, Засавска регија, Словенија.

## Историја
До територијалне реорганизације у Словенији било је у саставу старе општине Трбовље.

## Становништво
У попису становништва из 2011. године, Завршје је имало 47 становника.
| Број становника према пописима | Број становника према пописима | Број становника према пописима |
| ------------------------------ | ------------------------------ | ------------------------------ |
| 1991                           | 2002                           | 2011                           |
| 71                             | 51                             | 47                             |